# Kurikka
Kurikka – gmina w Finlandii, położona w zachodniej części kraju, należąca do regionu Ostrobotnia Południowa.
W miejscowości była stacja kolejowa Kurikka.